# Bahnhof Old Street

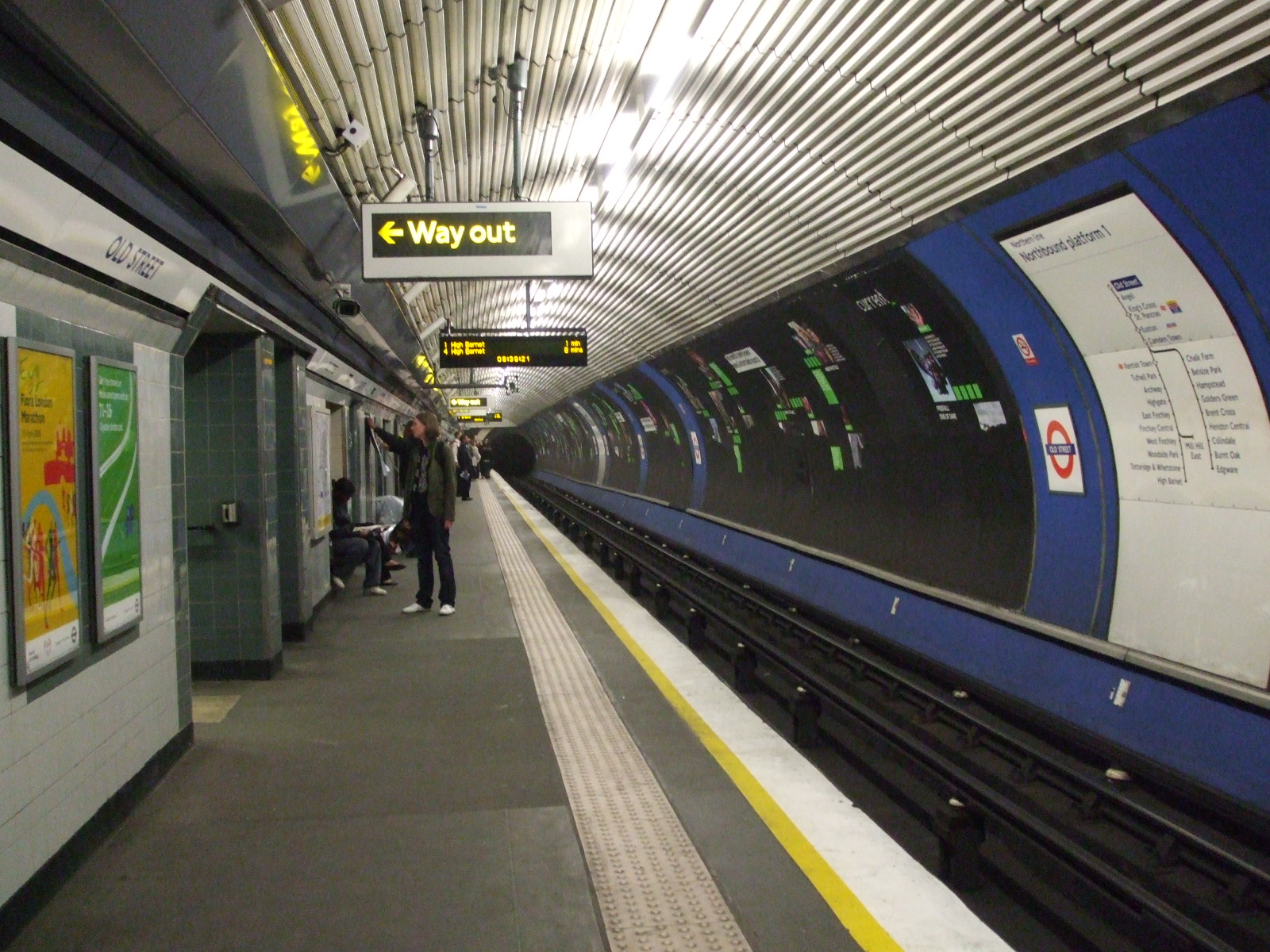
Bahnsteig der Northern Line in Richtung Norden

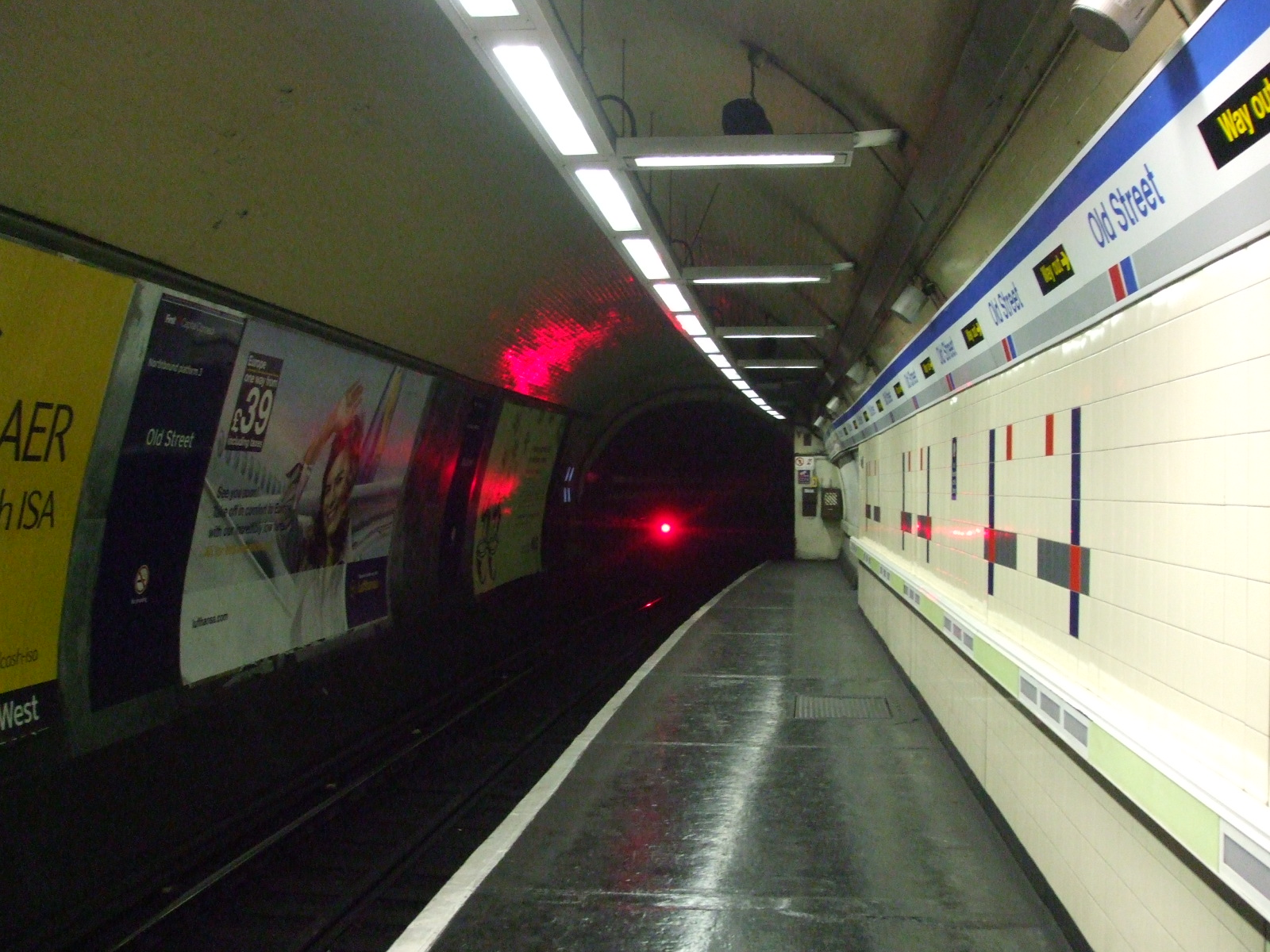
Bahnsteig der Northern City Line, Blickrichtung Nord

Old Street ist ein Bahnhof an der Grenze der Stadtbezirke London Borough of Hackney und London Borough of Islington, unmittelbar nördlich der City of London. Er liegt in der Travelcard-Tarifzone 1, an der Kreuzung von Old Street und City Road. Hier halten einerseits U-Bahnen der London Underground auf der Northern Line, andererseits Vorortzüge von Govia Thameslink Railway auf der Northern City Line. Im Jahr 2011 nutzten 21,04 Millionen U-Bahn-Fahrgäste den Bahnhof, hinzu kommen 1,435 Millionen Fahrgäste der Eisenbahn.
An der Oberfläche gibt es seit dem Bau eines Kreisverkehrs kein eigentliches Stationsgebäude mehr. Der Zugang zu den Bahnsteigen erfolgt über Rampen und Treppen vom Untergeschoss eines kleinen Einkaufszentrums aus. Während der 1990er-Jahre hatte das säurehaltige Erdreich zur Folge, dass ein Teil des gusseisernen Northern Line-Tunnels südlich von Old Street unter laufendem Betrieb durch neue Segmente aus rostfreiem Stahl ersetzt werden musste.
Der Bahnhof wurde am 17. November 1901 von der City and South London Railway (Vorgänger der Northern Line) eröffnet. Am 14. Februar 1904 folgten die Bahnsteige der Northern City Line, die ab 1913 ebenfalls ein Bestandteil des U-Bahn-Netzes war. Zwecks Erweiterung der Kapazität waren die Bahnsteige der Northern Line vom 8. August 1922 bis 20. April 1924 geschlossen, um das Tunnelprofil vergrößern zu können. Am 4. Oktober 1975 wurde die Station der Northern City Line geschlossen, um sie für den Eisenbahnbetrieb umzurüsten. Ab 16. August 1976 an verkehrten Züge von British Rail, seit deren Privatisierung und bis zum 31. März 2006 solche von West Anglia Great Northern.